# Condylus occipitalis
De condyli occipitales of achterhoofdsknobbels zijn uitsteeksels aan de onderkant van het achterhoofdsbeen (os occipitale). De term 'condylus occipitalis' is afgeleid van het Latijn occiput (achterhoofd) en het Oudgrieks  κόνδυλος (kóndulos, knobbel). De condyli occipitales bevinden zich aan weerszijden van het foramen magnum. Samen met de bovenste halswervel, de atlas, vormen ze een gewricht.
De condyli occipitales hebben een ovale vorm. Elk van de condyli occipitales heeft een glad, gewelfd oppervlak dat naar beneden en iets naar buiten is gericht. Het gladde oppervlak van de condyli occipitales maakt gewrichtscontact met de facetgewrichten van de atlas mogelijk.
De condyli occipitales liggen voor de fossae condylares ossis occipitalis. Dit zijn kleine kuiltjes achter de condyli occipitales die helpen bij de verbinding met de bovenste halswervel (C1), de atlas. Ze liggen meer naar het midden (mediaal) ten opzichte van de processus jugulares, die aan de zijkanten van de schedelbasis uitsteken en grenzen aan de hals. Daarnaast bevinden de condyli occipitales zich aan de zijkant (lateraal) van het foramen magnum, de grote opening onderaan de schedel waardoor het ruggenmerg de schedel verlaat en verbinding maakt met de wervelkolom.